# Серебряные струны (фестиваль)
«Серебряные струны» — первый Всесоюзный фестиваль советских бит- и рок-групп, проводившийся в СССР в городе Горький с 1970 года.

## Серебряные струны — 70
Лучшей группой фестиваля были признаны «Весёлые мушкетёры» (Донецк); хорошее выступление дала группа «Бригантина».

## Серебряные струны — 71
Событие было посвящено 750-летию города. В фестивале приняло участие свыше 30 бит- и рок-групп Советского Союза, среди них — «Скоморохи», «Ариэль», «Солнечный камень», «Аргонавты», «Второе дыхание» (организаторы также пытались пригласить «Машину времени»). В состав жюри входил Аркадий Петров, редактор Всесоюзного радио.
Конкурсанты могли исполнить «композиции по выбору», в том числе и на английском языке. «Ариэль» под конец выступления исполнили «Golden Slumbers» группы The Beatles, «Скоморохи» исполнили блюз Рея Чарльза «Georgia on My Mind», «Скоморохи», «Синий лес» (по воспоминаниям Игоря Саульского, на фестиваль он ехал в сшитых из штор брюках «клёш», которые перед самым выступлением у него выменял на джинсы Градский).
Первое место разделили «Скоморохи» (шесть наград из восьми) и «Ариэль», второе место получили «Второе дыхание».

Вся атмосфера фестиваля была исключительно тёплой и дружелюбной. <...> На «Серебряных струнах» царило прекрасное чувство товарищества, включая организаторов.— Игорь Саульский

…Как говорится: нет худа без добра, и наоборот! Через месяц мы узнаём, что хвалебная информация о фестивале проникла в американский журнал «Форчун». Эта похвальба в наших советских кругах имела прямо противоположный эффект. Пришла депеша из Москвы на наш телерадиокомитет: размагнитить и стереть всю информацию, касающуюся нашей группы!— Валерий Ярушин, из книги «Судьба по имени Ариэль»